# ناآرامی‌های ۱۳۸۴ اهواز
ناآرامی‌های اهواز در سال ۱۳۸۴، شورشی تند در ۲۶ فروردین ۱۳۸۴ بود که در آغاز توسط جمعی از ایرانی‌های عرب، در اعتراض به نامه‌ای منسوب به دولت رخ داد. تظاهر کنندگان مدعی شده بودند که محمدعلی ابطحی طی نامه‌ای به رییس سازمان برنامه و بودجه از او خواسته عرب‌های خوزستان را به بیرون از این استان کوچ دهند و سایر اقوام بویژه آذری‌ها را به این استان کوچ دهند. این دو‌نفر نامه را جعلی اعلام کردند. این ناآرامی‌ها ۴ روز به طول انجامید.
در فروردین سال ۱۳۸۴، نامه‌ای در چند وبسایت‌ منتشر شد که در آن بر تصمیم شورای عالی امنیت ملی جمهوری اسلامی ایران، برای تغییر ترکیب جمعیتی عرب‌های خوزستانی تأکید شده بود. این نامه امضای محمدعلی ابطحی رئیس دفتر محمد خاتمی رئیس‌جمهور وقت ایران را به همراه داشت. تاریخ نامه مربوط به سال ۱۳۷۷ بود که دومین سال ریاست جمهوری محمد خاتمی است. به این ترتیب این نامه در سال ۸۴ به‌طور گسترده در خوزستان منتشر شد.
بلافاصله محمد علی ابطحی این نامه را تکذیب کرد و اعلام کرد جعلی است، اما در شهرهای مختلف استان خوزستان، شهروندان عرب دست به تظاهرات زدند که به شدت سرکوب شد.
این نامه، که بعدها به نامه ابطحی معروف شد، بر ضرورت تغییر بافت جمعیتی مردم عرب استان خوزستان تأکید می‌کرد؛ به گونه ای که نسبت جمعیت عرب‌ها در خوزستان کاهش یابد.
متعاقباً شبکه الجزیره در رابطه با این نامه گزارشی پخش کرد. مطابق با این نامه، ادعا شده بود دولت پیشنهاد داده که برای کاستن از جمعیت عرب‌های خوزستانی و جابه‌جایی جمعیتی آن‌ها از نیروهای غیرعرب، بخصوص آذری،در صنایع خوزستان استفاده شده و کارگران عرب به استان‌های دیگر فرستاده شوند. این نامه که علاوه بر محمدعلی ابطحی، توسط رئیس‌جمهور و سخنگوی دولت نیز جعلی خوانده شد، باعث بروز ناآرامی، عمدتا در محله شلنگ آباد در شهر اهواز شد. برخی این ناارامی‌ها را به تحریک از سوی یک گروه جدایی طلب نسبت دادند. برخی از چهره‌های هوادار دولت در آن زمان مدعی شدند که این اعتراضات توسط مخالفان دولت محمد خاتمی طرح‌ریزی شده تا از محبوبیت اصلاح‌طلب‌ها در میان عرب‌ها برای انتخابات ریاست‌جمهوری ایران در سال ۱۳۸۴ بکاهد.

## متن نامه ادعایی
گفته می‌شود متن نامه‌ای در برخی وبسایتها منتشر شده و بصورت پرینت کاغذی در بین مردم‌عرب توزیع شده بود. محمد علی ابطحی این نامه را تکذیب کرده و جعلی دانست.
بخش آغازین این نامه به شرح زیر است.
«رياست محترم سازمان برنامه و بودجه کشور جناب آقای دکتر نجفی
با سلام
پيرو سياستهای مد نظر گرفته شده و مصوبات شورای امنيت ملی در خصوص تغير ساختار جمعيتی اعراب خوزستان و توزيع مطلوب آنان در ديگر نقاط کشور لازم است بندهای مصوب ذيل الحاق و به واحدهای تابعه ابلاغ و ارسال گردد.
۱- ترتيبی اتخاذ گردد که جمعيت اعراب خوزستان نسبت به فارسی زبانان بومی و مهاجر در ظرف و در حداکثر ده سال به 1/3 برسد.
۲- جهت افزايش حضور و مهاجرت ديگر اقوام بويژه اقوام آذری به استان خوزستان علاوه بر تسهيلات مصوب بخشنامه 416-3-ب-2/971/5-7 مورخ 14/4/1371 تسهيلات بيشتری مد نظر گرفته شده که متعاقباً اعلام ميگردد.
۳- لازم است بنحوی عمل شود که پديده مهاجرت قشر تحصيل کرده آنان به ديگر استانها به ويژه تهران، اصفهان و تبريز افزايش يابد.
…
…
…
سيد محمدعلی ابطحی»

## خسارت‌ها
در ابتدا، وزیر اطلاعات گفت که تنها یک نفر در این حوادث کشته شده، این در حالی است که دیده‌بان حقوق بشر از کشته شدن حداقل ۵۰ نفر و یک مقام بیمارستانی در اهواز گفت که بین ۱۵ تا ۲۰ نفر در این اعتراضات جان باختند. منبع دیگری کشته‌شدگان را ۴ تا ۶ نفر اعلام کرد.

## پیامدها
در پی این شورش، چندین بمب در اهواز منفجر شد که ۲۸ کشته به دنبال داشت. در یک اقدام همزمان، در روز ۲۲ خرداد ۱۳۸۴ یک بمب در تهران و ۴ بمب در اهواز منفجر شد. بنا بر اعلام منابع دولتی در این بمب‌گذاری‌ها ۹ نفر کشته و ۷۸ تن زخمی شدند. ایران سرویس اطلاعاتی انگلستان را مسئول این انفجارها دانست. در سال ۱۳۸۵، ایران پنج عرب را به جرم بمب‌گذاری ۱۳۸۴ و تجزیه‌طلبی اعدام کرد.